# هگ-هرسبرگ
هگ-هرسبرگ (به آلمانی: Häg-Ehrsberg) یک شهر در آلمان است که در Lörrach واقع شده‌است. هگ-هرسبرگ ۸۵۴ نفر جمعیت دارد.